# Boone Pultz
Boone Pultz (ur. 18 listopada 1959 w Maryland) amerykański bokser, były mistrz WBO w wadze junior ciężkiej.

## Profesjonalna kariera
Na zawodowych ringach zadebiutował 16 października 1982 wygrywając przez TKO w drugiej rundzie Leroya Jeffersona. 26 grudnia1984 roku w swoim dziesiątym pojedynku pokonał na punkty Demetriusa Edwardsa, była to pierwsza walka której Boone nie zakończył przed czasem. W swoim kolejnym pojedynku w którym stawką był pas USBA pokonał przyszłego mistrza świata federacji WBC wagi junior ciężkiej Bernarda Bentona. 7 grudnia 1985 w doznał pierwszej porażki przegrywając ze Stanleyem Rossem, jednak że później zmieniono werdykt na no contest z powodu wykrycia w organizmie Rossa śladów marihuany. 3 grudnia 1989 zmierzył się z norweskim pięściarzem Magne Havnå o wakujący pas WBO pokonując go niejednogłośnie na punkty i zostając pierwszym mistrzem WBO w kategorii junior ciężkiej. Pas mistrzowski stracił już w pierwszej obronie gdy doszło do pojedynku rewanżowego, w którym został znokautowany przez norweskiego pretendenta w piątej rundzie. Po utracie tytuły stoczył jeszcze pięć wygranych pojedynków, po czym miał jedenastoletnią przerwę i powrócił 9 grudnia 2006 pokonując Alonzo Cutchins oraz 25 sierpnia 2007 Jerry Simpsona jednogłośnie na punkty. Po dwóch porażkach 12 października 2007 z Darrylem Holleyem przez jednogłośną decyzję oraz 7 listopada 2008 z Maurice Winslow przez TKO w drugiej rundzie zakończył karierę.